# Casearia praecox
Casearia praecox ist eine Pflanzenart in der Familie der Weidengewächse aus Venezuela, Kolumbien bis Zentralamerika, Mexiko und in der Karibik, Kuba.

## Beschreibung
Casearia praecox wächst meist als Baum bis etwa 20 Meter hoch, seltener als Strauch. Der Stammdurchmesser erreicht etwa 40–45 Zentimeter. Die glatte Borke ist grau-fleckig bis bräunlich.
Die einfachen, kurz gestielten und fast kahlen Laubblätter sind wechselständig. Der kurze Blattstiel ist bis 6 Millimeter lang. Die papierigen, dünnen Blätter sind eiförmig bis elliptisch, lanzettlich oder verkehrt-eiförmig und am Rand feingesägt, -gekerbt, an der Spitze sind sie bespitzt bis zugespitzt, teils geschwänzt. Sie sind 4–7 Zentimeter lang und 2–3 Zentimeter breit. Die kleinen Nebenblätter sind abfallend.
Die Blüten erscheinen büschelig, doldig bis zu 25 an achselständigen, kurz gestielten oder sitzenden Blütenständen, die an becherförmig gruppierten, kleinen Tragblättern erscheinen. Die bis 8 Millimeter lang und schlank gestielten, grün-gelblichen, sehr kleinen und zwittrigen Blüten sind mit einfacher Blütenhülle, die Kronblätter fehlen. Sie besitzen 5 etwa 2 Millimeter lange, fast freie Kelchblätter und 8–10 abwechselnd ungleich lange Staubblätter und einen kahlen, oberständigen, einkammerigen Fruchtknoten mit kurzem, kurz dreiästigem Griffel. Es ist ein kurzlappiger Diskus vorhanden.
Es werden kleine, 5 Millimeter große, etwa rundliche und dreiklappige, ledrige Kapselfrüchte gebildet. Sie enthalten 2–3 behaarte, etwa 1,5 Millimeter lange Samen.

## Taxonomie
Die Erstbeschreibung erfolgte 1866 durch August Grisebach in Catalogus plantarum cubensium: S. 10. Synonyme sind Casearia eriophora C.Wright ex Griseb., Gossypiospermum eriophorum (C.Wright ex Griseb.) Urb., Gossypiospermum praecox (Griseb.) P.Wilson und Ampelocera crenulata Urb.

## Verwendung
Das recht schwere, nicht besonders beständige, gelbliche Holz ist bekannt als Zapatero, Agracejo, Maracaibo, West Indian oder Venezuelan boxwood.